# 光覚寺
光覚寺（こうがくじ）は、石川県金沢市山の上町にある浄土宗寺院。浄土宗西山禅林寺派。

## 歴史
光覚寺は1580年（天正8年）11月に越前府中に善等により創建された。前田利家が加賀国の領地を与えられた後、利家の帰依を受け1584年（天正12年）に府中から加賀の新丸の内に転寺され、前田利長の時代に塩屋町亀淵、1636年（寛永13年）に現在の山の上町に御堂が建立された。

## 所在地
- 石川県金沢市山の上町5-1